# Stokkebjerg Skov
 Stokkebjerg Skov  er en privat skov, der ligger i Midtsjælland ved Jyderup mellem Kalundborg og Holbæk.
Skoven hænger sammen med Grevindeskov og Bjergsted Skov, og er i dag et rekreativt område for borgere i Jyderup og omegn.
Den sydlige del af skoven er i dag gennemskåret af Skovvejen, (primærrute 23), som er en fire sporet motortrafikvej mellem Holbæk og Kalundborg. Vejdirektoratet er i gang med at planlægge at opgradere Skovvejen fra en motortrafikvej til motorvej (Kalundborgmotorvejen ) der skal går mellem Holbæk og Kalundborg.
55°40′31″N 11°24′35″Ø / 55.6754°N 11.4098°Ø